# Ладога (вагон метро)
81-780/781 «Ладога» — экспериментальная модель электровагонов метрополитена,  выпущенная  ОАО «Октябрьский электровагоноремонтный завод» в 2011 году.

## История
Октябрьский электровагоноремонтный завод (ОАО «ОЭВРЗ»), основной деятельностью которого было проведение среднего, капитального и капитально-восстановительного ремонтов для электропоездов и магистральных пассажирских вагонов железных дорог, в 2011 году начал пробное освоение сборки вагонов метрополитена, разработанных на ОАО «Метровагонмаш» (г. Мытищи, Московская область) — крупнейшего производителя вагонов метро в Российской Федерации и СНГ.
Мытищинский завод в 2010 году выпустил первый состав новой модели 81-760 (головной) и 81-761 (промежуточный), который предполагался как возвращение к классической компоновке кузовов вагонов метрополитена с установкой асинхронного тягового привода. Предыдущая модель завода — 81-740/741 «Русич» (с различными модификациями) не удовлетворяла ряду требований, выявленных уже в процессе эксплуатации данного подвижного состава. Вагоны 740-й серии выделяются среди остальных вагонов метрополитена своей нестандартной длиной (в 1,5 раза длиннее) и наличием узла сочленения. Модель 81-760/761 являет собой кузов в классических отечественных габаритах (длина головного вагона - 20120 мм) с основным оборудованием от предыдущей модели — 81-740.4/741.4. Кузова новых вагонов - цельнометаллические с четырьмя дверными проёмами с каждой стороны. Каждый вагон модели 81-760/761 оснащён блоками кондиционирования воздуха с системой обеззараживания (ультрафиолетовое просвечивание пространства выводящих каналов). По аналогии с вагонами «Русич» реализовано решение автоматических дверей — они выполнены в виде прислонно-сдвижной конструкции с финскими дверными створками — механизмами фирмы Tamware. Одна из двух дверных створок каждого проёма оборудована с двух сторон кнопкой адресного открытия дверей, однако пассажирская эксплуатация вагонов 81-760/761 на Московском метрополитена показала, что данное техническое решение нерационально ввиду большого пассажиропотока в течение практически всего дня и особенностей национального менталитета и культуры.
Вагоны модели 81-760/761 начали массово производиться в начале 2012 года и стали закупаться Московским метрополитеном для замены парка подвижного состава на Калининской и Серпуховско-Тимирязевской линиях. В конце 2012 года один состав из вагонов модели 81-760/761 был отправлен на опытную эксплуатацию в Бакинский метрополитен (Азербайджан). Несмотря на прохождения бакинских машинистов и представителей эксплуатации на аналогичных вагонах московского метрополитена, в процессе опытной пассажирской эксплуатации встретились серьёзные проблемы: отказы дверных механизмов, отлом всех креплений тягового электродвигателя с повреждением колёсной пары и др. И в Москве на вагоны данной модели по-прежнему имеются нарекания — на линиях, на которых эксплуатируются 81-760/761, часты сбои подвижного состава, за первый год эксплуатации вагонов данной модели имели место взрезы стрелочных переводов, отказы оборудования, выгорание подвагонного аппарата, поломки кондиционеров. Первые вагоны модели 81-760/761 поставлялись без форточек в боковых больших окнах, однако частые выходы из строя систем кондиционирования, её слабая производительность привели к появлению форточек: сначала четырёх, а затем и шести. В первые месяцы эксплуатации на новых вагонах также было замечено резкое торможение — машинисты жаловались на сложности управления процессом вследствие неотлаженности оборудования. Это отчасти можно оправдать массовостью поставок — в 2012 году Мытищинский завод работал на пределе своих производственных мощностей, для производства кузовов, а затем и полной сборки, подключился дружественный Тверской вагоностроительный завод (ОАО «ТВЗ»).

### Испытания
Поставка шестивагонного состава из вагонов модели 81-780/781 была осуществлена в феврале 2012 года. Сперва вагоны находились в ТЧ-6 «Выборгское», затем, 28 апреля 2012 года, состав отправили в ТЧ-5 «Невское», где в тот момент налаживался и проходил испытания состав конкурирующего производителя — вагоны 81-556/557/558 проекта «НеВа». После обкаток состава на парковых путях депо начались ночные обкатки новых вагонов с проведением испытаний на совместимость электрооборудования вагонов с системами ГУП «Петербургский метрополитен», тягово-энергетических испытаний, шумовых и пр.
Во время ночных испытаний в перегонных тоннелях между станциями «Пионерская» — «Черная Речка», где имеется самый большой уклон профиля пути среди метрополитенов СНГ (60-тысячных), был выявлен ряд недостатков новых вагонов в части удержания порожнего состава на стояночных тормозах и подъёма вверх по уклону. Помимо этого, нарекания были вызваны нестандартным размещением скобы срывного клапана, невозможностью увязывания системы управления поезда с действующими на метрополитене Санкт-Петербурга системами безопасности и автоматического ведения.
9 июля 2012 года шестивагонный состав из вагонов модели 81-780/781, получивший название «Ладога», был отправлен на завод-изготовитель в соответствии с условиями проведения конкурса на поставку. 23 августа 2012 года был объявлен победитель конкурса, которым стало ООО «Вагонмаш» с вагонами модели 81-556/557/558 проекта «НеВа». Были попытки передачи состава 81-780/781 на опытную эксплуатацию в метрополитены Казани и Минска, однако по состоянию на 10 октября 2015 года шестивагонный состав «Ладога» переделан в состав 37269-30802-30803-30804-30805-30806-30807-37270 (два вагона сделаны с нуля) на ОАО «Метровагонмаш» для эксплуатации в Московском метрополитене.

## Конструкция
Модель 81-780/781 конструктивно являлась полной копией вагонов модели 81-760/761. Производство вагонов метро с асинхронным тяговым приводом на площадке ОАО «ОЭВРЗ» было обусловлено конкурсом, объявленным в июле 2012 года, на поставку 9 составов с АТД для Петербургского метрополитена. Ввиду большой загруженности московским заказом Мытищинский «Метровагонмаш» не стал принимать участия в данном конкурсе, однако, Трансмашхолдинг (в состав которого входит ОАО «Метровагонмаш» и ОАО «ОЭВРЗ») решил принять участие в конкурсе, участником которого стал Октябрьский электровагоноремонтный завод из Санкт-Петербурга. На заводе не имеется собственного кузовного производства, поэтому было решено изготавливать кузова и тележки на родственном ОАО «Метровагонмаш», а конечную досборку осуществлять уже в Петербурге. Новые вагоны метрополитена с асинхронным тяговым приводом, собранные на ОЭВРЗ, получили новое обозначение (81-780 — головной, 81-781 — промежуточный), хотя от базового 81-760/761 отличались лишь элементами интерьера и схемой окраски. Вопреки расхожему мнению, ширина вагонов 81-780/781 не меньше ширины 81-760/761 — подтверждением этому является тот факт, что кузовом первого головного 81-780 являлся кузов 81-760, на котором в 2010 году проводили стендовые испытания на прочность и жёсткость на ОАО «Метровагонмаш».
Интерьер вагонов 81-780/781 был выполнен с использованием металлических панелей с порошковым покрытием (на 81-760/761 — композитные панели), щековины сидений оформлены посредством листов закалённого стекла, а освещение салона было осуществлено с помощью светодиодных светильников в световых матовых каналах над сиденьями. Также отличается на вагонах 81-780/781 и дверное полотно в торцах вагона. Так же, как и вагоны модели 81-760/761, петербургские аналоги оснащены бегущими строками, наддверными табло фирмы «ООО НПП «САРМАТ» с указанием текущего положения состава на линии, системами видеонаблюдения и пр. Стеклопластиковая маска головных вагонов так же, как и московские образцы, оснащена антенной системы передачи видеосигнала с камер наблюдения. Петербургские вагоны отличались и схемой окраски — кузова имели многоцветное окрашивание: низ — светло-синий, верх — светло-серый, маска головного вагона с чёрным сектором и белая узкая полоса вдоль всего кузова на уровне середины боковины.